# Алматы 2
Алматы 2 (каз. Алматы 2 станциясы) — железнодорожный вокзал и станция Казахстанских железных дорог, расположенная в городе Алматы, в Казахстане.

## Характеристика
В вестибюле вокзала расположены газетный, аптечный, сувенирный киоски, почтовое отделение, справочное бюро. В восточном павильоне находятся кассы предварительной продажи билетов, ресторан, зал ожидания, в западном павильоне — кассы продажи билетов в день отправления, камеры хранения. Вокзал Алматы 2 ежедневно обслуживает: летом 3,5-4 тысяч человек, зимой 2,5-3 тысяч человек.

## Здание вокзала
В городе Верном в этом районе располагалось кладбище, а проспект Абылай-хана назывался улица Старокладбищенская. В 1921 году кладбище было уничтожено селевым потоком.
Первоначально здание вокзала располагалось на Красногвардейском тракте, но по предложению М. Тынышпаева вокзал был перенесён на бывшую Старокладбищенскую улицу, для чего между станциями Алматы-1 и Алматы-2 была проведена однопутная городская железнодорожная ветка. На сегодня, этот участок является перегоном Алматы-2 - Алматы-1  и электрифицирован. Здание железнодорожного вокзала станции Алматы 2 начало строиться в 1936 году по типовому проекту «Харьковтранспроект», привязанным к местности архитекторами А. П. Галкиным и М. Кудрявцевым. Строительство завершилось в 1939 году.
В 1977 году институтом «Алмаатагипрогор» была проведена реконструкция здания: пристроено левое крыло, изменен интерьер; наружные стены облицованы мраморной плиткой.
В 2012 году был проведён капитальный ремонт здания железнодорожной станции.
В 2020 году планируется провести полную реконструкцию вокзала Алматы-2.
Вокзал Алматы-2 расположен значительно ближе к центру города, чем вокзал Алматы-1. Но пассажирских поездов на нём меньше, чем на вокзале Алматы-1.

### Архитектура
Здание представляет собой памятник архитектуры 1930-х годов, построенный в стилевой направленности классицизма с использованием конструктивистских элементов.
Главный вход железнодорожного вокзала, расположенный по центральной оси симметричного в плане сооружения, акцентирован монументальным порталом. Дверные проёмы подчеркнуты расположенным над ними витражом. На фризе, над арочным оконным проемом, расположен барельеф со сценами социалистического труда. Фундамент строения бутовый, стены сложены из кирпича, оштукатурены, позже облицованы мраморными плитами. Декоративные элементы отлиты из гипса и покрыты тонким слоем бронзы.
Рельефы социалистического быта, декоративные элементы выполнены чешским скульптором Иваном Вахеком.

### Статус памятника
26 января 1984 года решением исполнительного комитета Алматинского городского Совета народных депутатов № 2/35 «О памятниках истории и культуры Алматы местного значения», здание железнодорожного вокзала Алматы-2 признано памятником архитектуры и градостроительства. С тех пор здание вокзала находится под охраной государства, официальный статус закреплен в «Государственном списке памятников истории и культуры местного значения города Алматы». Площадь охранной зоны вокзала как памятника архитектуры утверждена в 2014 году.